# DuBois, Pennsylvania
DuBois là một thành phố thuộc quận Clearfield, tiểu bang Pennsylvania, Hoa Kỳ. Năm 2010, dân số của xã này là 7794 người.